# Kapo
Pour les articles homonymes, voir Kapo (homonymie).
Pour les articles ayant des titres homophones, voir Capo et Capot.

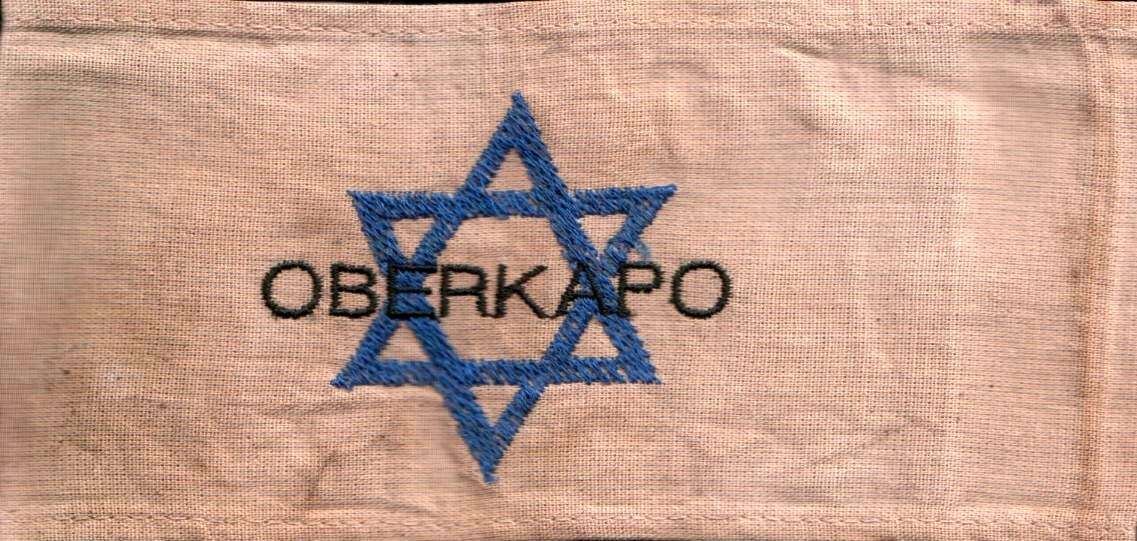
Brassard d'un Oberkapo (kapo en chef) juif.

Un kapo était une personne chargée d'encadrer les prisonniers dans les camps de concentration nazis. Les kapos étaient souvent recrutés parmi les prisonniers de droit commun les plus violents ou parmi ceux dont la ruse ou la servilité avait permis de figurer parmi les anciens, en échappant provisoirement aux « charrettes » menant à l'extermination.

## Étymologie
Trois hypothèses sont couramment retenues pour expliquer l'origine du mot Kapo. Deux sont proposées par l'historien Frediano Sessi :
- la première, proposée dès 1945 par un responsable du secours aux déportés dans la région de Brême et retenue par ailleurs par les historiens d'Auschwitz, y voit la contraction de Kameradschaftspolizei, soit « policier de la compagnie », le mot Kamerad signifiant « compagnon » avec une pointe d'ironie : Sessi indique à ce propos que « cette étymologie suggère que le mot a été créé par les détenus eux-mêmes et probablement ceux du triangle rouge (les communistes) face aux premiers collaborateurs qui étaient des Allemands opposés au régime » ;
- la deuxième en ferait le diminutif de Kaporal ;
- la troisième est notamment défendue par l'historien Hans Marsalek (ancien déporté de Mauthausen) et en fait un dérivé du mot italien capo, soit « chef », utilisé pour désigner ceux chargés de la surveillance des équipes de travail et dérivé de l'italien capomastro. Selon Marsalek, le terme aurait été introduit dans les années 1930 en Bavière par des ouvriers italiens, puis adopté à Dachau et par la suite dans l'ensemble des camps nazis.

On rencontre également parfois une théorie marginale renvoyant à « Konzentrationslager » (K-Z) dont serait issu kapo sans autre forme d'explication.

## Une clé de l'enfer concentrationnaire
L'utilisation de certains prisonniers pour encadrer les autres en échange d'un allégement de leurs conditions de vie, a pour intérêt d'une part d'en faire des complices de la maltraitance et de l'extermination de leurs semblables, selon le système de « soumission à l’autorité » explicité par l'expérience de Milgram, décrite entre autres dans le film I... comme Icare de Henri Verneuil, et d'autre part de canaliser les rancœurs des détenus contre l'un des leurs, au point de faire parfois passer les vrais gardiens, moins exposés, pour des arbitres, diminuant ainsi leurs risques de représailles en cas de faute ou de défaite.
Néanmoins, des témoignages affirment que tous les kapos ne se sont pas comportés en brutes ignobles ; selon les camps et les périodes, une rivalité interne aux déportés pour les postes de kapo existait entre les « triangles verts » (déportés de droit commun) et les « triangles rouges » (déportés politiques). Quand les triangles verts dominaient, comme ce fut toujours le cas à Mauthausen, le régime du camp était plus dur ; en revanche, les triangles rouges, vivant non sans ambigüités dans la « zone grise » dont parle Primo Levi, parvenaient à adoucir la vie dans le camp. Ce fut le cas à Buchenwald, selon le témoignage de David Rousset. Ce dernier écrivait en 1946 dans son ouvrage célèbre L'Univers concentrationnaire : « Les Kapos forment les cadres essentiels, les assises de cette aristocratie des camps. Les chefs de chambre, les Vorarbeiter, les policiers, les Stubendienst, constituent la très large base de cette bureaucratie. » Seule une poignée de kapos ont été condamnés à mort après la libération des camps (mais les détenus encore assez valides pour avoir la force ou le courage de témoigner de l'horreur de la réalité concentrationnaire étaient rares).

### Filmographie
- La vie est belle (La vita è bella), film italien réalisé par Roberto Benigni en (1997).
- Le Choix de Sophie d'Alan J. Pakula (1983).
- Nuit et brouillard film français d'Alain Resnais tronqué par la censure (1955).
- Portier de nuit de Liliana Cavani (1974).
- Kapò de Gillo Pontecorvo (1959).